# زیبا/خوش قیافه
زیبا/خوش قیافه (به انگلیسی: Pretty/Handsome) محصول تلویزیونی سال ۲۰۰۸ به‌نویسندگی رایان مورفی است که اف‌ایکس پخش آن را برعهده نگرفت. بر اساس گفته‌های مجله ووگ، «زمانی که مورفی فهمید استودیویی که با آن کار می‌کند، مسئولیت پخش آن را برعهده نمی‌گیرد، غمگین شد.»

## داستان
باب، یک شخص متأهل با دو پسر، باید به‌عنوان یک زن ترنس‌جندر با خانواده خود رو به رو شود.

## بازیگران
- جوزف فاینز
- دیوید لمبرت
- بلایث دانر
- رابرت واگنر
- کری-ان ماس
- جیک چری
- جاناتان گروف
- جسیکا لاندس
- کریستوفر ایگن
- سارا پلسون

## تولید
فیلم‌برداری پروژه از اواخر اکتبر سال ۲۰۰۷ آغاز گشت. عنوان اصلی فیلم ۴ اوز انتخاب شده بود اما بعداً به زیبا/خوش قیافه تغییر یافت. اف‌ایکس قبول نکرد که برنامه را به‌صورت سریال پخش کند. بعد از فیلم زیبا/خوش قیافه، مورفی بر روی فیلم گلیی کار کرد. چرا که «او می‌خواست یک کمدی مناسب سن تمام افراد بسازد و تمام اعضای یک خانواده بتوانند آن را تماشا کنند.»